# Pseudanarta
Pseudanarta là một chi bướm đêm thuộc họ Noctuidae.

## Loài
- Pseudanarta actura Smith, 1908
- Pseudanarta basivirida (Barnes & McDunnough, 1911)
- Pseudanarta caeca Dod, 1913
- Pseudanarta crocea (H. Edwards, 1875)
- Pseudanarta daemonalis Franclemont, 1941
- Pseudanarta damnata Franclemont, 1941
- Pseudanarta exasperata Franclemont, 1941
- Pseudanarta flava (Grote, 1874)
- Pseudanarta flavidens (Grote, 1879)
- Pseudanarta heterochroa Dyar, 112
- Pseudanarta perplexa Franclemont, 1941
- Pseudanarta pulverulenta (Smith, 1891)
- Pseudanarta singula (Grote, 1880)
- Pseudanarta vexata Franclemont, 1941